# Denninger – Der Mann mit den zwei Gesichtern
Der Mann mit den zwei Gesichtern ist ein deutscher Fernsehfilm von Gloria Behrens aus dem Jahr 2001. Es handelt sich um den zweiten Filmbeitrag der ZDF-Kriminalfilmreihe Denninger – Der Mallorcakrimi.

## Handlung
Kommissar Jo Denninger vom Bundeskriminalamt verbringt seinen Urlaub auf der Balearischen Insel Mallorca in der Hütte seines Freundes Max von Lahnstein. Obwohl er sich nur seinem Vergnügen und den Vorzügen der Damenwelt widmen will, kommt er auch hier nicht ohne Arbeit aus. Lahnstein bittet ihn Karina Stern, einer potentiellen Kundin von ihm, zu helfen. Stern glaubt ihren Ehemann, der vor fünf Jahren bei einem Brand um sein Leben gekommen sein soll, in der Stadt gesehen zu haben. Denninger soll ihn suchen. Obwohl er es nicht für sinnvoll hält dies zu tun, lässt er sich überreden entsprechende Suchmanöver einzuleiten. Gemeinsam mit seinem Freund Schumann macht er sich an die Arbeit. Schon sehr schnell findet Denninger heraus, wo und unter welchem Namen der Mann wohnt, den Stern gesehen haben will. Da ihnen niemand die Tür öffnet, dringen Denninger und Schumann heimlich in das Haus ein. Während sie versuchen sich in den vielen herumliegenden Geschäftspapieren durchzufinden, kommt Gerald Stern zurück. Da er beide für Einbrecher hält, setzt er sie erst einmal außer Gefecht. Nachdem sich Stern die wahre Identität der „Eindringlinge“ offenbart erklärt dieser sein Untertauchen damit, dass er als Firmenbetreuer einer Bank in die dubiosen Geldgeschäfte eines Kunden geraten war, denen er sich nur so entziehen konnte. Um seine Frau nicht zu gefährden, hätte er sie bis heute nicht darüber eingeweiht und in dem Glauben gelassen, er sei tot. Denninger sieht seinen Auftrag als erfüllt und bringt die Sterns wieder zueinander. Doch Rottweis, einem frühern Kunden von Stern, ist das alles nicht entgangen und so lässt er von seinem Handlanger Kößler Merle, die Tochter der Sterns, entführen. Er will damit verhindern, dass keiner der Involvierten zur Polizei geht und seine Geldwäschegeschäfte womöglich auffliegen. Schumann findet heraus, dass Kößler eine Yacht gemietet hat, sodass davon auszugehen ist, dass er das Kind dort versteckt hält. Beim Versuch auf die Yacht zu gelangen werden Denninger und Schumann entdeckt. Am nächsten Morgen gelingt ihnen die Flucht und auch Merle können sie unbeschadet befreien. Denninger ist jedoch klar, dass damit noch nicht alles ausgestanden ist, denn erst wenn sie Rottweis endgültig das Handwerk legen, wird Ruhe sein. Allerdings hält er Gerald Stern für einen Mann mit zwei Gesichtern und traut ihm nicht so recht. Über das BKA wird Denninger darüber informiert, dass man Rottweis tot in einem Kofferraum gefunden hätte und er seit kurzem als V-Mann gearbeitet hat. Für die Tat wird sein Komplize Kößler verantwortlich gemacht, nach dem in Deutschland gefahndet wird. Damit ist Denninger klar, dass Stern kein Opfer von Finanzaktionen ist, sondern vermutlich der Kopf der Bande. Ihn zu fassen ist allerdings schwieriger als Denninger es erwartet hat. Stern entführt am Ende sogar Schumann, um Denninger zu sich zu locken, um ihn und alle Mitwisser in die Luft zu sprengen. Denninger gelingt es Sterns Pläne zu durchkreuzen und sowohl ihn als auch Kößler der Polizei zu übergeben.

## Hintergrund
Der Mann mit den zwei Gesichtern wurde auf Mallorca und Umgebung gedreht. Am 31. März 2001 wurde der Film im ORF2 erstausgestrahlt. Bei der deutschen Erstausstrahlung am 7. April 2001 im ZDF wurde der Mallorcakrimi von 4,6 Millionen Zuschauern verfolgt. Daraufhin entschied sich das ZDF Denninger als Filmreihe mit Gregor Törzs zu etablieren.

## Kritik
Die Kritiker der Fernsehzeitschrift TV Spielfilm lobten vor allem die schauspielerische Leistung von Miroslav Nemec und schrieben: „Gut so: Nemec mischt Denninger auf“.